# Camponotus peperi
Camponotus peperi é uma espécie de inseto do gênero Camponotus, pertencente à família Formicidae.